# Sudetendeutsches Freikorps

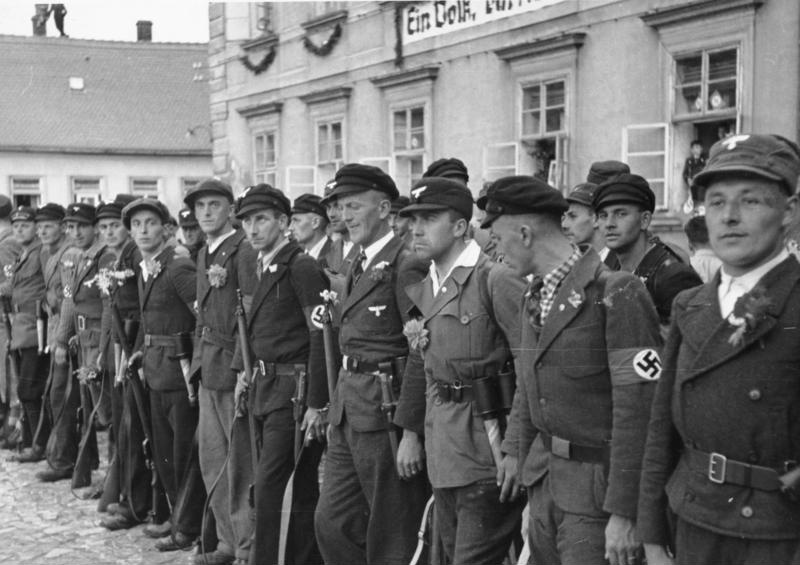
Zbiórka Henleinowców

Sudetendeutsches Freikorps (SFK, czes. Sudetoněmecký sbor dobrovolníků, pol. Sudeckoniemiecki Wolny Korpus), znane również jako Freikorps Henlein (pol. Wolny Korpus Henleina) czy Sudetendeutsche Legion (pol. Legion Sudeckoniemiecki) – paramilitarna, pronazistowska organizacja Niemców sudeckich działająca w latach 1938–1939 na terenie Czechosłowacji jako tzw. V kolumna. Odegrała ona znacząca rolę w zajęciu Kraju Sudetów przez III Rzeszę.

## Działalność
„Ordnerzy” byli szkoleni w III Rzeszy do atakowania infrastruktury, administracji, obiektów wojskowych i personelu zarówno cywilnego jak i wojskowego na terenie Czechosłowacji. Według niektórych źródeł zabili oni ponad 100 osób oraz porwali i wywieźli do Niemiec ponad 2000 czechosłowackich obywateli, w tym opozycjonistów.
Organizacja zakończyła działalność po utworzeniu Protektoratu Czech i Moraw (w marcu 1939).

## Struktura SFK

### Dowództwo

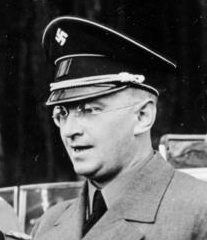
Konrad Henlein (1898–1945), dowódca SFK
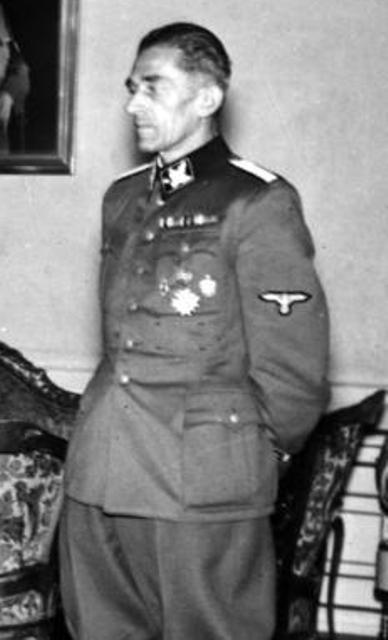
Karl Hermann Frank (1898–1946), zastępca dowódcy SFK
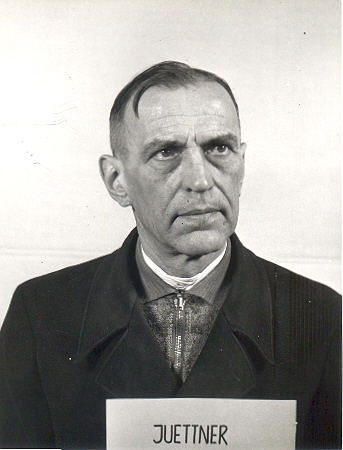
Max Jüttner (1888–1963), oficer łącznikowy SA przy SFK
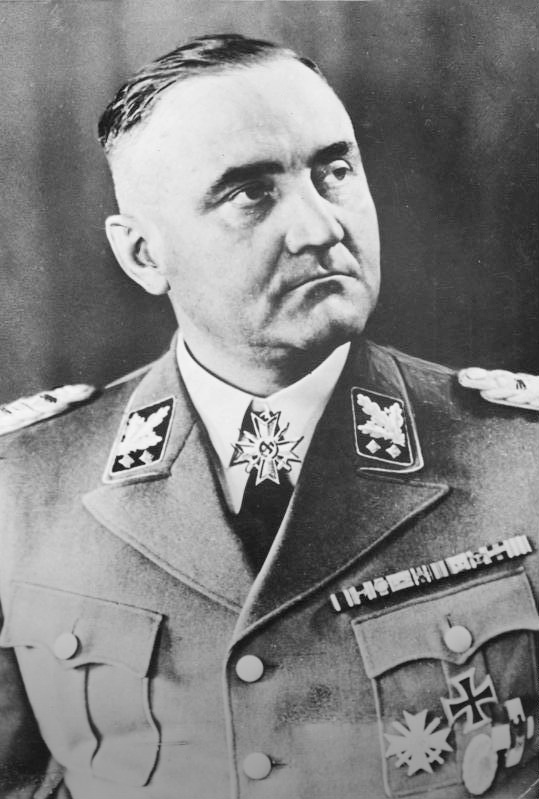
Gottlob Berger (1896–1975), oficer łącznikowy SS przy SFK

### Skład bojowy
| Grupa                                                      | Numer              | Sztab    | Skład                                                                          | Teren operacji                               | Dowódca                      |
| ---------------------------------------------------------- | ------------------ | -------- | ------------------------------------------------------------------------------ | -------------------------------------------- | ---------------------------- |
| Schlesien (Śląsk), później Hirschberg i Breslau            | I, później V i VI  | Breslau  | 6.851 członków w 11 batalionach (stan na 27 września 1938)                     | między Ratibor a Zittau                      | Fritz Köllner (1904−1986)    |
| Sachsen (Saksonia)                                         | II, później IV     | Dresden  | 13.264 członków w 14 batalionach w 71 kompaniach (stan na 1 października 1938) | teren między Zittau a Asch                   | Franz May (1903–1969)        |
| Bayrische Ostmark (Bawarska Marchia Wschodnia)             | III                | Bayreuth | 5.999 członków w 7 batalionach w 28 kompaniach (stan na 27 września 1938)      | teren między Asch a Bayerisch Eisenstein     | Willi Brandner (1909−1944)   |
| Alpenland / Donau (teren Alp / Dunaj), później Wien i Linz | IV, później I i II | Wiedeń   | 7.798 członków w 9 batalionach w 41 kompaniach (stan na 27 września 1938)      | teren między Bayerisch Eisenstein a Poysdorf | Friedrich Bürger (1899−1972) |

## Odniesienia w kulturze
- Uloupená hranice (pol. Zrabowane granice) - film J. Weissa nakręcony w 1947 o walkach wojska czechosłowackiego z SFK[8]
- Dny zrady (pol. Dni zdrady)  - dwuczęściowy film dokumentalny w reżyserii O. Vávry[9]